# Unione Sportiva Cremonese 1954-1955
Questa pagina raccoglie le informazioni riguardanti l'Unione Sportiva Cremonese nelle competizioni ufficiali della stagione 1954-1955.

## Stagione
Nella stagione 1954-1955 la Cremonese ha disputato il campionato di Serie C, piazzandosi al quarto posto con l'Empoli, alle spalle di Bari, Livorno e Catanzaro. Le prime due sono state promosse in Serie B. Ritrovata la Serie C dopo due stagioni in purgatorio. Giacomo Losi passa alla Roma, arrivano l'ala Silvano Trevisani e la punta Adriano Rossi che realizzerà 16 reti in campionato, vincendo la classifica marcatori della Serie C in coppia con Luigi Bretti del Bari. Il presidente Arturo Soncini conferma l'allenatore Ercole Bodini per la quarta stagione consecutiva sulla panchina cremonese.

## Rosa
| N. |                   | Ruolo | Calciatore         |
| -- | ----------------- | ----- | ------------------ |
|    | Italia (bandiera) | A     | Giuseppe Aliprandi |
|    | Italia (bandiera) | C     | Ermanno Alloni     |
|    | Italia (bandiera) | C     | Luigi Bicicli      |
|    | Italia (bandiera) | D     | Giampiero Bodini   |
|    | Italia (bandiera) | D     | Giorgio Ghezzi     |
|    | Italia (bandiera) | P     | Mario Ghisolfi     |
|    | Italia (bandiera) | C     | Severino Lojodice  |
|    | Italia (bandiera) | D     | Michele Massazza   |
|    | Italia (bandiera) | C     | Fausto Monteverdi  |

| N. |                   | Ruolo | Calciatore            |
| -- | ----------------- | ----- | --------------------- |
|    | Italia (bandiera) | P     | Ferdinando Monticelli |
|    | Italia (bandiera) | A     | Adriano Rossi         |
|    | Italia (bandiera) | A     | Guerrino Rossi        |
|    | Italia (bandiera) | C     | Silvano Trevisani     |
|    | Italia (bandiera) | A     | Umberto Villani       |
|    | Italia (bandiera) | C     | Franco Zaglio         |
|    | Italia (bandiera) | D     | Benito Zanellato      |
|    | Italia (bandiera) | A     | Teodoro Zanini        |
|    | Italia (bandiera) | D     | Achille Zeglioli      |

## Risultati

### Girone di andata
| Arbitro: | Gambarotta (Genova) |

|                                  |           |                           |
| Benetti 46’ Gagliardi 89’ (rig.) | Marcatori | 9’ Trevisani 67’ Rossi A. |

| Arbitro: | Pasini (Novara) |

|                                          |           |  |
| Rossi G. 6’, 50’ (rig.) Bodini 9’ (rig.) | Marcatori |  |

| Arbitro: | Migliorini (Firenze) |

|                                                |           |              |
| Mantero 37’, 38’, 46’ Gaslini 54’ Rao 70’, 88’ | Marcatori | 17’ Rossi A. |

| Arbitro: | Baldassare (Udine) |

|                           |           |  |
| Rossi A. 65’ Lojodice 77’ | Marcatori |  |

| Arbitro: | Clemente (Roma) |

|                               |           |  |
| Bartolaccini 13’ Balbiano 78’ | Marcatori |  |

| Arbitro: | Angelini (Firenze) |

|            |           |  |
| Bretti 15’ | Marcatori |  |

| Arbitro: | Gambarotta (Genova) |

|                                                              |           |                |
| Rossi A. 3’, 50’ Trevisani 5’ Bodini 64’ (rig.) Rossi G. 88’ | Marcatori | 45’, 57’ Capra |

| Arbitro: | Perucci (Verona) |

|                             |           |                                |
| Merlin 1’ Genovesi 15’, 18’ | Marcatori | 65’ (rig.) Bodini 76’ Lojodice |

| Arbitro: | Raule (Roma) |

|                                               |           |  |
| Trevisani 10’ Aliprandi 23’ Bodini 69’ (rig.) | Marcatori |  |

| Arbitro: | Gambarotta (Genova) |

|                                             |           |               |
| Bernardis 40’, 62’ Bronzoni 49’, 55’ (rig.) | Marcatori | 57’ Trevisani |

| Arbitro: | Rigato (Mestre) |

|              |           |  |
| Trevisani 2’ | Marcatori |  |

| Arbitro: | Ronchi (Bologna) |

|                   |           |              |
| Rossi A. 10’, 47’ | Marcatori | 56’ Zucchini |

| Lodi 26 dicembre 1954 13ª giornata | Fanfulla        | 0 – 0 | Cremonese | Stadio Dossenina\| Arbitro: \| Guidi (Brescia) \| |
| Arbitro:                           | Guidi (Brescia) |       |           |                                                   |

| Arbitro: | Angelini (Firenze) |

|                                |           |                         |
| Rossi A. 44’, 48’ Rossi G. 62’ | Marcatori | 59’ Brocchi 73’ Rizzato |

| Cremona 9 gennaio 1955 15ª giornata | Cremonese      | 0 – 0 | Lecco | Stadio Giovanni Zini\| Arbitro: \| Savi (Bergamo) \| |
| Arbitro:                            | Savi (Bergamo) |       |       |                                                      |

| Arbitro: | De Marchi (Pordenone) |

|                               |           |  |
| Galassi 42’ Meucci 49’ (rig.) | Marcatori |  |

| Arbitro: | Righi (Milano) |

|               |           |                                    |
| Guarnieri 83’ | Marcatori | 66’ (aut.) Lucianetti 76’ Rossi A. |

### Girone di ritorno
| Arbitro: | Pisanu (Verona) |

|                                                 |           |               |
| Rossi A. 5’, 52’ Lojodice 24’, 38’ Rossi G. 59’ | Marcatori | 41’ Brighenti |

| Arbitro: | Bartolomei (Roma) |

|                        |           |  |
| Mion 1’ Mozzambani 27’ | Marcatori |  |

| Arbitro: | Scaramella (Roma) |

|                                |           |  |
| Rossi A. 35’, 76’ Lojodice 66’ | Marcatori |  |

| Arbitro: | Menchini (Udine) |

|                           |           |  |
| Di Fraia 33’ Traini I 88’ | Marcatori |  |

| Arbitro: | Baldassare (Udine) |

|                         |           |  |
| Bodini 68’ Lojodice 87’ | Marcatori |  |

| Arbitro: | Canepa (Genova) |

|                          |           |            |
| Rossi G. 68’ Bicicli 84’ | Marcatori | 37’ Bretti |

| Bolzano 20 marzo 1955 24ª giornata | Bolzano             | 0 – 0 | Cremonese | Stadio Druso\| Arbitro: \| Gambarotta (Genova) \| |
| Arbitro:                           | Gambarotta (Genova) |       |           |                                                   |

| Arbitro: | De Marchi (Pordenone) |

|                                         |           |                 |
| Rossi A. 26’ Rossi G. 55’ Aliprandi 75’ | Marcatori | 83’ Fracassetti |

| Arbitro: | Ubezio (Novara) |

|                               |           |  |
| Lenci 72’ Rossi 78’ Colla 86’ | Marcatori |  |

| Arbitro: | Maurelli (Roma) |

|              |           |                 |
| Lojodice 53’ | Marcatori | 52’ Taccola III |

| Arbitro: | Raule (Roma) |

|  |           |              |
|  | Marcatori | 19’ Rossi G. |

| Arbitro: | Clemente (Roma) |

|              |           |  |
| Radaelli 33’ | Marcatori |  |

| Arbitro: | Angelini (Firenze) |

|              |           |  |
| Rossi G. 88’ | Marcatori |  |

| Arbitro: | Caputo (Napoli) |

|                                |           |              |
| Turotti 8’ Zeglioli 51’ (aut.) | Marcatori | 61’ Rossi A. |

| Lecco 22 maggio 1955 32ª giornata | Lecco        | 0 – 0 | Cremonese | Stadio Mario Rigamonti\| Arbitro: \| Raule (Roma) \| |
| Arbitro:                          | Raule (Roma) |       |           |                                                      |

| Arbitro: | Adami (Roma) |

|  |           |             |
|  | Marcatori | 82’ Galassi |

| Arbitro: | Menchini (Udine) |

|  |           |            |
|  | Marcatori | 51’ Ongaro |